# Hilding Hallnäs
Johan Hilding Hallnäs, född 24 maj 1903 i Halmstad, död 11 september 1984 i Hedvig Eleonora församling i Stockholm, var en svensk tonsättare och kyrkomusiker.

## Biografi
Hallnäs utbildade sig vid Musikkonservatoriet i Stockholm med organist-, kyrkosångar- och musiklärarexamen. Han studerade i Paris 1929 och i Leipzig 1930.
Hallnäs blev känd som romanstonsättare med utpräglad känsla för förhållandet text-ton, och har vidare skrivit sju symfonier, mycket vokalmusik, kammarmusik, pianoverk och ett antal orgelverk. Bland hans orgelverk märks den stora sonaten "De profundis". Hans stil är ofta strängt lineär med stark intensitet. 
Under mer än trettio år var han organist i Johannebergskyrkan i Göteborg (1933–1968). Han tog aktiv del i Göteborgs musikliv bland annat som lärare i teori vid Göteborgs orkesterförenings orkesterskola 1934–1952, som ordförande i Göteborgs tonsättarförening och som programchef för "Levande musik" 1958–1970.
Hallnäs var från 1934 gift med skådespelaren Gun Holmquist. De är gravsatta i minneslunden på Norra begravningsplatsen utanför Stockholm. Han var bror till fackföreningsmannen Sven Hallnäs och farbror till tonsättaren och professorn Lars Hallnäs.

## Priser och utmärkelser
- 1952 – Ledamot nr 665 av Kungliga Musikaliska Akademien
- 1963 – Illis Quorum i femte storleken
- 1981 – Litteris et Artibus

## Verk (urval)
Balettmusik:
- Kärlekens ringdans (1955)
- Ifigenia (1961–63)

Orkester:
- Divertimento (1937)
- Sinfonietta pastorale (1944)
- Sju symfonier – nr 3 Sinfonia notturna (1946), nr 4 (1950–51)
- Violinkonsert (1945)
- Liten symfoni för stråkar (1947)
- Metamorfose sinfonice (1952)
- Pianokonsert (1956)
- Flöjtkonserter (1957, 1962)
- En grekisk saga (1967)
- Violakonsert (1978)
- Cellokonsert (1981–82)

Orgel:
- Fantasi (1936)
- Fantasi och preludium över koralen Se, vi gå upp till Jerusalem (1957)
- Pietà (1962)
- Orgelsonat nr 1 – De profundis (1965)
- Passionsmusik – Musica dolorosa (1968)
- Canticum för Schnitgerorgeln (1975)
- Orgelsonat nr 2 (1977)

Kammarmusik:
- Violasonat, op. 19 (1943) för viola och piano, tillägnad Sten Broman
- Legend (1945), för viola och piano
- Stråkkvartett (till ISSM 1950)

Kantat:
- Cantata solemnis  (1971),  för sopran, baryton, blandad kör och orgel  (text Bo Setterlind – "Här är mörkret, där är ljuset")

Vokalmusik:
- Ett hundratal sånger